# Velenec
Velenec je zaniklá vesnice v okrese Praha-východ. Vesnice ležela mezi Velení a Sluhami, na svahu u pravého břehu Ďáblického potoka[zdroj?]. K vesnici patřil také mlýn.

## Historie
První zmínka o vesnici pochází z roku 1318. Původně náležel Velenec chrámu svatého Víta a za dobu své existence vystřídal mnoho majitelů. Zpráva z roku 1593 uvádí, že vsi (Veleň, Velenec, Mírovice) sdílejí stejný osud. V roce 1621 byla vesnice zkonfiskována a v tomto roce se uvádí jako pustá. Z vesnice zůstal jediný domek, který byl na příkaz vrchnosti před rokem 1848 zbořen.